# Wierzbno (Otmuchów)
Wierzbno (deutsch Würben) ist ein Ort in der Stadt- und Landgemeinde Otmuchów im Powiat Nyski der Woiwodschaft Opole in Polen.

## Geographie
Das Straßendorf Wierzbno liegt im Südwesten der Region Oberschlesien, sechs Kilometer südöstlich von Otmuchów (Ottmachau), 16 Kilometer südwestlich von Nysa (Neisse) und 72 Kilometer südwestlich von Opole (Oppeln) am Weidenauer Wasser.  Nordöstlich des Dorfes liegt der Neisser Stausee. Ortsteil von Wierzbno ist Zwierzyniec (Thiergarten).
Nachbarorte von Wierzbno sind im Südwesten Broniszowice (Brünschwitz) und im Südosten Buków (Baucke).

## Geschichte

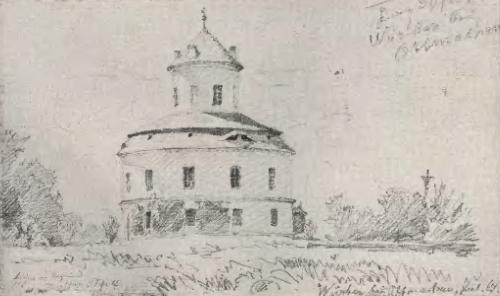
Zeichnung des Schlosses aus dem 19. Jahrhunderts

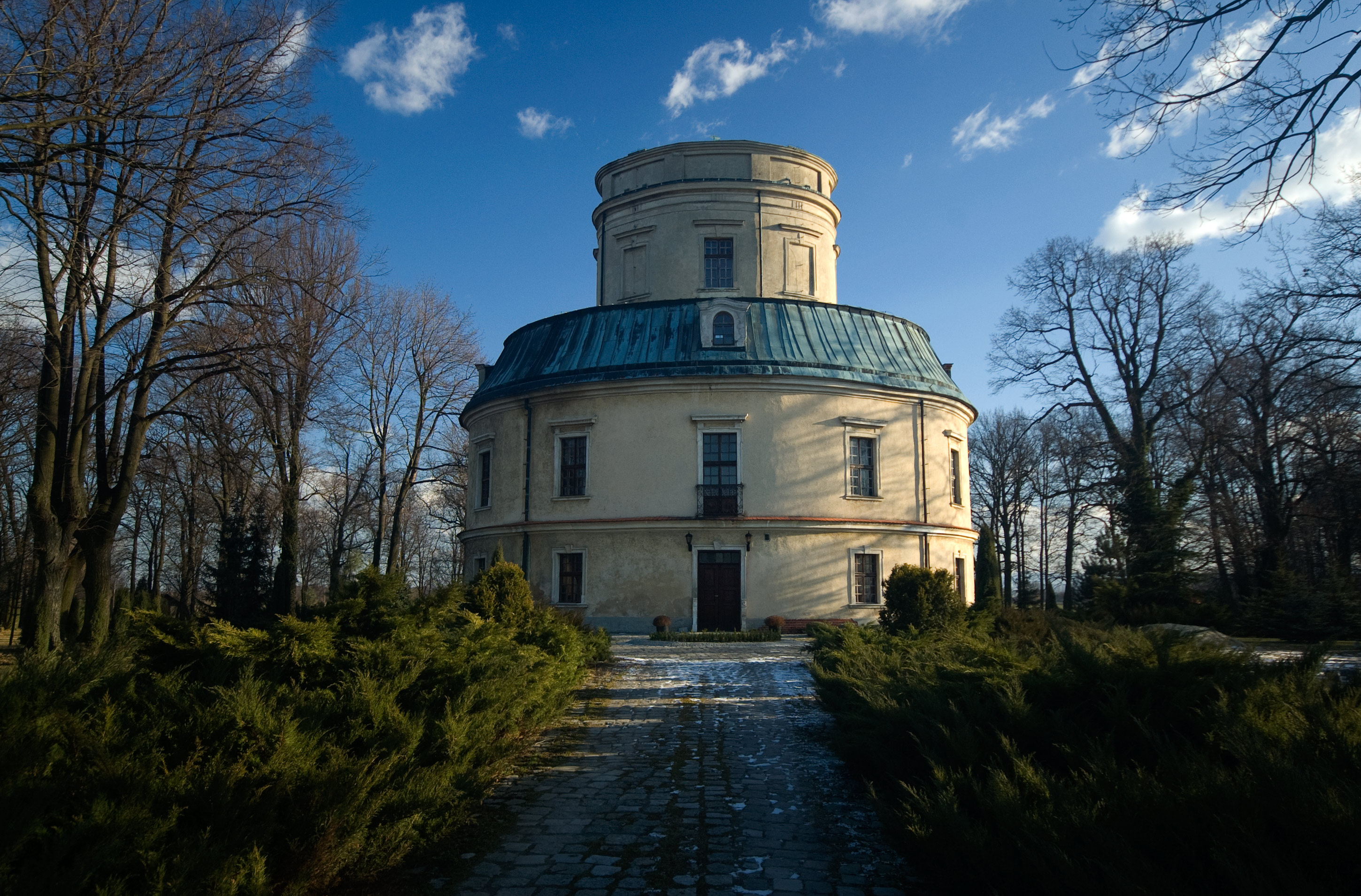
Jagdschloss Tiergarten, 2012

Erstmals urkundlich erwähnt wurde „Wirzbno theutonicum“ im Breslauer Zehntregister Liber fundationis episcopatus Vratislaviensis aus den Jahren 1295–1305. Für das Jahr 1373 ist der Ortsname in der Schreibweise Wirbin überliefert. 1434 wurde erstmals ein Schloss in Würben erwähnt. Es gehörte zur Kastellanei Ottmachau und gelangte mit dieser 1290 an das geistliche Fürstentum Neisse, das bis zur Säkularisation 1810 bestand.
Nach dem Ersten Schlesischen Krieg 1742 fiel Würben mit dem größten Teil Schlesiens an Preußen. In den 1770er Jahren wurde in dem zu Würben gehörenden Ortsteil Thiergarten ein Vorwerk angelegt.
Nach der Neuorganisation der Provinz Schlesien gehörte die Landgemeinde Würben ab 1816 zum Landkreis Neisse. 1845 bestanden im Dorf ein Schloss, eine Försterei, ein Vorwerk sowie 38 weitere Häuser. Im gleichen Jahr lebten in Würben 258 Einwohner, allesamt katholisch. 1855 waren es 299 Einwohner. 1865 bestanden im Ort eine Wassermühle, sieben Bauern-, 11 Gärtner- und 12 Häuslerstellen. Eingeschult und eingepfarrt waren die Bewohner nach Kalkau. 1874 wurde der Amtsbezirk Kalkau gegründet, dem die Landgemeinden Baucke, Brünschwitz, Kalkau, Peterwitz, Schwandorf und Würben sowie die Gutsbezirken Baucke, Kalkau, Peterwitz, Schwandorf und Würben zugeteilt wurden. 1885 zählte Würben 280 Einwohner., 1933 waren es 362 und 1939 379 Einwohner.
Als Folge des Zweiten Weltkriegs fiel Würben 1945 mit dem größten Teil Schlesiens unter polnische Verwaltung. Nachfolgend wurde es in Wierzbno umbenannt und der Woiwodschaft Schlesien angeschlossen. Die deutsche Bevölkerung wurde weitgehend vertrieben. Die neu angesiedelten Bewohner stammten teilweise aus Ostpolen, das an die Sowjetunion gefallen war. 1950 wurde Wierzbno der Woiwodschaft Opole eingegliedert. 1999 kam der es zum wiedergegründeten Powiat Nyski. 2007 lebten 365 Menschen im Ort.

## Sehenswürdigkeiten
- Das Jagdschloss Tiergarten (polnisch Pałac myśliwski) im Ortsteil Zwierzyniec wurde zwischen 1713 und 1714 im Barockstil auf Ellipse|elliptischem Grundriss vom Neisser Baumeister Michael Klein († 1725) nach Entwurf von Christoph Tausch erbaut. Auftraggeber war der Breslauer Fürstbischof Franz Ludwig von Pfalz-Neuburg. Die Innenräume wurden im Stil des Rokoko eingerichtet.[8] Seit 1964 steht es unter Denkmalschutz.[9]
- Der umgebende Schlosspark wurde in der zweiten Hälfte des 19. Jahrhunderts angelegt. Seit 1984 steht er ebenfalls unter Denkmalschutz.[9]
- Steinernes Wegekreuz.

## Vereine
- Freiwillige Feuerwehr OPS Wierzbno